# 名医とつながる!たけしの家庭の医学
『名医とつながる!たけしの家庭の医学』（めいいとつながる たけしのかていのいがく）は、朝日放送テレビ（ABCテレビ）の制作により、テレビ朝日系列で2017年7月11日から2020年3月17日まで毎週火曜日20:00 - 20:54に放送されていた教養バラエティ番組。全45回。ビートたけしの冠番組。ステレオ放送、文字多重放送、ハイビジョン制作。

## 概要
当番組は、『最終警告!たけしの本当は怖い家庭の医学』（2004年4月 - 2009年12月）・『たけしの健康エンターテインメント!みんなの家庭の医学』（2010年1月 - 2017年6月）に続く、「たけしの家庭の医学」シリーズの第3作にして最終作である。
コンセプトとして、日本人の健康寿命が平均寿命に比べて10年程度の差があるとされたが、その間に必要な介護費用を考えると、月8万円程度の負担を強いられるという試算もあり、いかに「健康寿命を延ばしていくか」というテーマと向き合い、これまで13年間にわたって放送された「たけしの家庭の医学シリーズ」で取材にあたってきた名医とのネットワークとのコネクションを生かし、「全国の名医たちが集まる診療所」から健康寿命を延ばす秘訣・情報を届けることを目指している。
前番組と同じく2019年3月まで、『林修の今でしょ!講座』と『世界の村で発見!こんなところに日本人』と週替わりでスペシャル版を放送することが多くなっており通常放送で放送されたことは一度もなかった。

## シリーズの終焉
2019年4月以降、火曜日21時台の番組が『そんなコト考えた事なかったクイズ!トリニクって何の肉!?』になってからは、21時台の番組とスペシャル版を組むことはなくなったが『林修の今でしょ!講座』とは隔週2時間スペシャルの体制となっていた。
週刊文春2020年1月16日号に当番組が2020年3月をもって終了することが報じられ、正式に2020年3月17日をもって、「たけしの家庭の医学」シリーズは、特番・レギュラー番組としては約18年間の歴史に幕を閉じることとなった。最終回ではたけしらによるお別れの挨拶などは無かったものの、エンディングで『最終警告!』時代の「大変なことになりますよ」というテロップが大写しになる演出が復活。終了時の提供クレジットでは左右の帯に「16年間ありがとうございました これからも健康でお過ごしください」と表記されていた。後番組として、2020年4月から『これって私だけ?』がスタートすることとなった。
また当番組終了後、一部制作スタッフ（ユーコム関係者）はテレビ朝日系列のBS朝日にて同様の医療情報番組『草野仁カラダTV』を制作している。

## 出演者
司会
- ビートたけし「たけし院長」

アシスタント
- 澤田有也佳（2代目アシスタント、朝日放送テレビアナウンサー、2018年1月23日[4] - ）
- 斎藤真美（初代アシスタント、朝日放送〈当時〉アナウンサー、2017年7月11日 - 12月26日）
  - 前身番組『みんなの家庭の医学』の最終アシスタントで、同番組からたけしと共に引き続き出演。

## ネット局
| 放送地域       | 放送局                       | 系列           | 放送日時           | ネット状況 |
| -------------- | ---------------------------- | -------------- | ------------------ | ---------- |
| 近畿広域圏     | 朝日放送テレビ（ABC TV）     | テレビ朝日系列 | 火曜 20:00 - 20:54 | 【制作局】 |
| 関東広域圏     | テレビ朝日（EX）             | テレビ朝日系列 | 火曜 20:00 - 20:54 | 同時ネット |
| 北海道         | 北海道テレビ（HTB）          | テレビ朝日系列 | 火曜 20:00 - 20:54 | 同時ネット |
| 青森県         | 青森朝日放送（ABA）          | テレビ朝日系列 | 火曜 20:00 - 20:54 | 同時ネット |
| 岩手県         | 岩手朝日テレビ（IAT）        | テレビ朝日系列 | 火曜 20:00 - 20:54 | 同時ネット |
| 宮城県         | 東日本放送（KHB）            | テレビ朝日系列 | 火曜 20:00 - 20:54 | 同時ネット |
| 秋田県         | 秋田朝日放送（AAB）          | テレビ朝日系列 | 火曜 20:00 - 20:54 | 同時ネット |
| 山形県         | 山形テレビ（YTS）            | テレビ朝日系列 | 火曜 20:00 - 20:54 | 同時ネット |
| 福島県         | 福島放送（KFB）              | テレビ朝日系列 | 火曜 20:00 - 20:54 | 同時ネット |
| 長野県         | 長野朝日放送（abn）          | テレビ朝日系列 | 火曜 20:00 - 20:54 | 同時ネット |
| 新潟県         | 新潟テレビ21（UX）           | テレビ朝日系列 | 火曜 20:00 - 20:54 | 同時ネット |
| 静岡県         | 静岡朝日テレビ（SATV）       | テレビ朝日系列 | 火曜 20:00 - 20:54 | 同時ネット |
| 石川県         | 北陸朝日放送（HAB）          | テレビ朝日系列 | 火曜 20:00 - 20:54 | 同時ネット |
| 中京広域圏     | 名古屋テレビ（メ〜テレ/NBN） | テレビ朝日系列 | 火曜 20:00 - 20:54 | 同時ネット |
| 広島県         | 広島ホームテレビ（HOME）     | テレビ朝日系列 | 火曜 20:00 - 20:54 | 同時ネット |
| 山口県         | 山口朝日放送（yab）          | テレビ朝日系列 | 火曜 20:00 - 20:54 | 同時ネット |
| 香川県・岡山県 | 瀬戸内海放送（KSB）          | テレビ朝日系列 | 火曜 20:00 - 20:54 | 同時ネット |
| 愛媛県         | 愛媛朝日テレビ（eat）        | テレビ朝日系列 | 火曜 20:00 - 20:54 | 同時ネット |
| 福岡県         | 九州朝日放送（KBC）          | テレビ朝日系列 | 火曜 20:00 - 20:54 | 同時ネット |
| 長崎県         | 長崎文化放送（ncc）          | テレビ朝日系列 | 火曜 20:00 - 20:54 | 同時ネット |
| 熊本県         | 熊本朝日放送（KAB）          | テレビ朝日系列 | 火曜 20:00 - 20:54 | 同時ネット |
| 大分県         | 大分朝日放送（OAB）          | テレビ朝日系列 | 火曜 20:00 - 20:54 | 同時ネット |
| 鹿児島県       | 鹿児島放送（KKB）            | テレビ朝日系列 | 火曜 20:00 - 20:54 | 同時ネット |
| 沖縄県         | 琉球朝日放送（QAB）          | テレビ朝日系列 | 火曜 20:00 - 20:54 | 同時ネット |

- 2017年12月26日の3時間スペシャルについて、19:04 - 20:38に第1部を、20:41 - 22:09に第2部をそれぞれ分割の上放送（20:38 - 20:41は自社制作のミニ枠『喜ばせ隊士～のサプライズ!』〈制作局以外は各局別のミニ枠に差し替え〉のため一時中断）。また、制作局の朝日放送を除く大半のテレビ朝日系列局では、第1部の前座である19:00 - 19:04に『みどころ』枠（ローカルセールス枠）を朝日放送の裏送りで別途ネット。
- 2018年6月12日は当初、19:00 - 21:48に3時間スペシャルで放送する予定だったが、同日に行われた米朝首脳会談関連の特別報道のため、『報道ステーション』（テレビ朝日制作）が21:00から前倒し拡大で放送されることとなったため、急遽20:54までの2時間スペシャルに変更・短縮し放送された。
- 2018年6月26日の3時間スペシャルについて、19:04 - 20:38に第1部を、20:41 - 22:10に第2部をそれぞれ分割の上放送（20:38 - 20:41は自社制作のミニ枠『エビ推シ～』〈制作局以外は各局別のミニ枠に差し替え〉のため一時中断）。また、制作局の朝日放送テレビを除く大半のテレビ朝日系列局では、第1部の前座である19:00 - 19:04に『みどころ』枠（ローカルセールス枠）を朝日放送テレビの裏送りで別途ネット。
- テレビ朝日の関連会社であるBS朝日では、地上波での放送終了を機に、2020年度から当番組や『みんなの家庭の医学』を土曜日の午後（基本として15:00以降）にレギュラーで編成している（事実上の全国向け再放送）。

## スタッフ
- ナレーター：杉本るみ
- 構成：中野俊成、武田浩、山名宏和、木村仁、司透
- 企画ブレーン：関秀章
- スタジオ技術：ニューテレス
- 技術プロデュース：深谷高史
- ＳＷ：木俣希
- ＣＡＭ：川治諒祐
- ＶＥ：宮本学
- ＭＩＸ：奈良岡純一、小清水健治（週替り）
- ＬＤ：合田憲司
- ロケ技術：
  - 撮影：稲葉達也、草柳徹也、沼田善、小山直央、新川高史、坂本聡、木川聡、大塚孝輔、名取征、樋口辰男、今泉始、小松淳、西方辰美、本山浩光、斎藤和彦、平尾徹、亀崎清史、栃木光信、中島知彦、縄田浩太郎、河村正敏（週替り）
  - 音声：野瀬勝一
  - ＶＥ：國本航平、永石秀行、栃木光信、木村優加、大村賢之（週替り）
  - 照明：須田道雄
- 美術協力：フジアール
- 美術プロデュース：柴田慎一郎
- デザイン：きくちまさと
- 美術進行：太田菜摘
- 大道具製作：西田裕一
- 大道具操作：廣瀬隆宏
- アクリル装飾：下平唯治
- 電飾：鈴木健也
- マルチ：持田史武
- ＴＫ：小宮高子
- メイク：マービィ、原さとみ、舟木久美子、江川千恵子（週替り）
- ＥＥＤ：宮森善治、佐藤敦哉（週替り）
- ＭＡ：兼清和寛
- 音効：大山豊、赤座聡子（毎週）、井田剛博、藁谷良雄（週替り）
- ＣＧ：アイヴリックスタジオ（一時離脱►復帰）、デジデリック
- 技術協力：砧スタジオ、SPOT、TSP、だだだ、Cobra、東通、ジェイ・クルー、ゲンロック、権四郎他
- 協力：塚本雄介（板橋中央綜合病院）他
- 映像協力：ABCリブラ他
- リサーチ：インスティテュート・ワープ、スコープ
- キャスティング協力：ビーオネスト
- 編成：石橋義史（朝日放送テレビ）、鈴鹿相哉（朝日放送テレビ、2019年7月2日-）
- 番宣：阪本美鈴（朝日放送テレビ）
- 営業：多喜澪（朝日放送テレビ）
- デスク：上野陽子（ユーコム）
- ＡＤ：河井丈郎、滝口絢佳、伊東沙耶香、杉本陽花、磯野安広、荻野剛、古舘太樹、白井智弥、根本健史、須郷佳菜、魚住健太、尾崎和哉、藤本佑太、小林大海、佐藤幸大、髙橋萌絵、根本紘希、高瀬葵（週替り）
- ディレクター：内堀和人・土井直樹・芳賀善(義)之・佐々木梢・鈴木洋之・谷田川秀正・江口幸史郎・宗田祐佳・二宮優一・森加代子（二宮・森→共に以前はＡＤ）（ユーコム）、浅沼雄介、須田康介、小倉大輔、松尾雄輔、伊藤史、大川剛史（週替り）
- 演出：柴田昌彦（ユーコム）、石原圭祐（ユーコム）、津坂健一（ユーコム）、瀧島光人（プロジェクト ドーン）、落合陽介ギフレ（ユーコム）（週替り）
- 総合演出：鈴木コーイチ（ユーコム）
- 演出・プロデューサー：名古屋陵（ユーコム、回によって担当が異なる）
- プロデューサー：芝聡（朝日放送テレビ）、菊地俊一・竹下やすし（ユーコム）
- チーフプロデューサー：上野晴弘（朝日放送テレビ、2019年4月23日-、同年3月5日はプロデューサー）
- 制作：朝日放送テレビ、ユーコム

### 過去のスタッフ
- スタジオ美術：佐野奈緒美
- スタイリスト：江島モモ
- ＭＡ：石川幸人
- 音効：小林駿介
- リサーチ：吉川菜津
- 編成：佐々木真司（朝日放送テレビ）
- 営業：北中彰（朝日放送テレビ）、伊地智厚太（朝日放送テレビ）
- プロデューサー：田中和也（朝日放送テレビ、2017年7月11日-2019年3月5日）、山田敬文（朝日放送テレビ、2019年3月5日-10月29日）
- チーフプロデューサー：森和樹（朝日放送テレビ、2017年7月11日-2019年3月5日）
- 制作協力：オフィス北野、tcj